# Egon Nezbeda

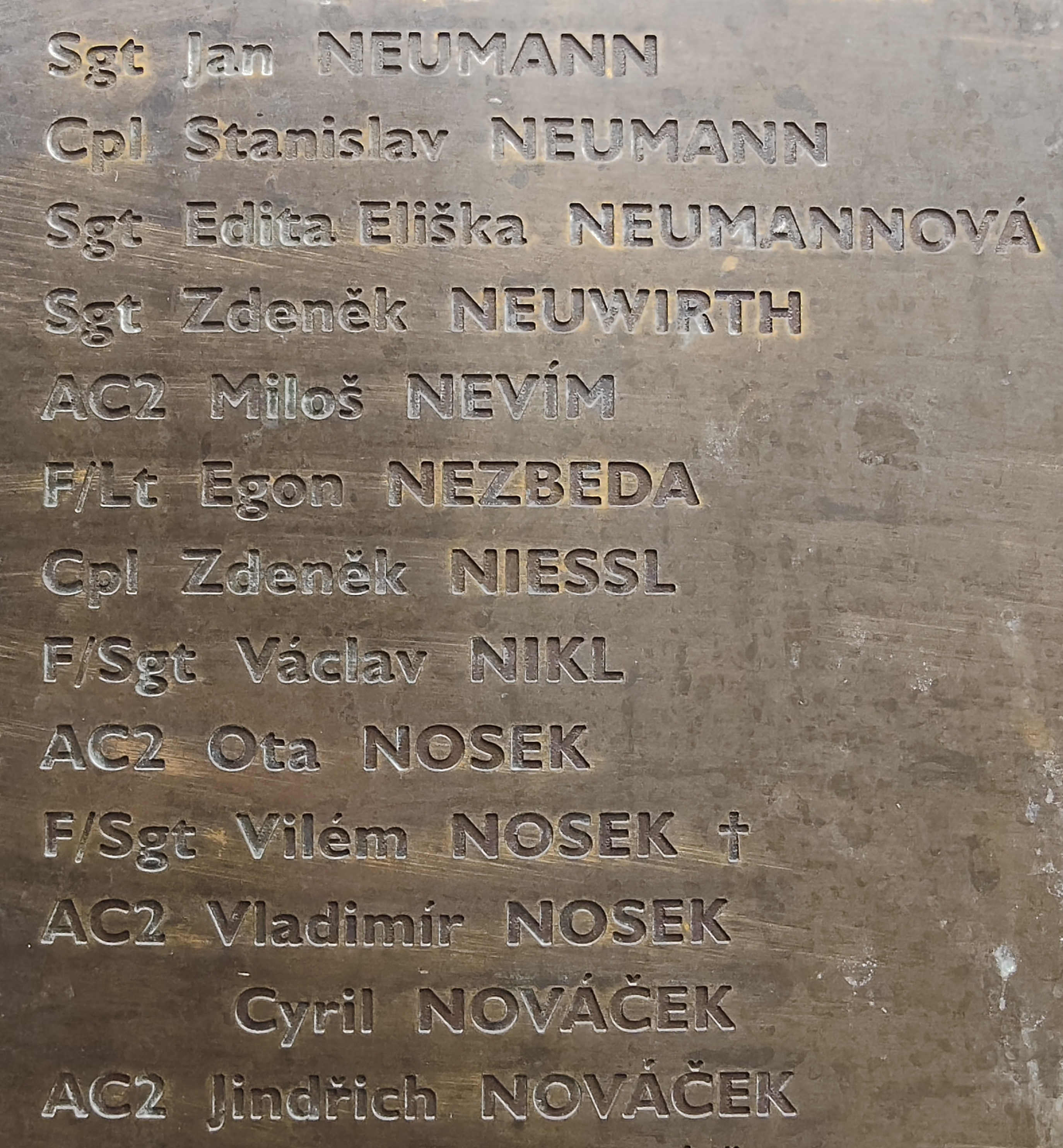
Jeho jméno je uvedeno na památníku Okřídlený lev

Egon Nezbeda (10. září 1913, Hamburk – 26. září 1991, Praha) byl vojenským pilotem československé armády, během druhé světové války létal v Královském britském letectvu (RAF). Po komunistickém převratu v únoru 1948 musel odejít z armády, po sametové revoluci (v listopadu 1989) mu byl (v roce 1991) propůjčen Řád Milana Rastislava Štefánika III. třídy. Certifikovaný mykolog – znalec středoevropských a cizokrajných hub.

## Život

### Studia a služba v letectvu
Egon Nezbeda se narodil 10. září 1913 v Hamburku v Německu. Již od raného dětství mu byly vštěpovány morální zásahy členů sokolské organizace a jeho výchova se opírala i o myšlenky skautingu. Obchodní akademii vystudoval v Hradci Králové. Po absolvování povinné vojenské prezenční služby zahájil v roce 1935 studium v Prostějově na leteckém oddělení Vojenské akademie. Po ukončení studia nastoupil Egon Nezbeda k 8. zpravodajské letce (jako pozorovatel) 2. leteckého pluku. Ještě před 15. březnem 1939 splnil kvalifikační podmínky k udělení vojenské odbornosti letec - polní pilot.

### Léta 1939–1945

#### Polsko
Po nastolení Protektorátu Čechy a Morava přešel jako jeden z prvních do Polska. Přechod hranice z protektorátu do Polska se uskutečnil 29. května 1939. Egon Nezbeda jej absolvoval společně s Karlem Mrázkem, Stanislavem Zimprichem a Felixem Zbořilem. Tato skupina utíkajících ale tentokrát čítala cirka 20 československých leteckých poručíků (včetně Františka Fajtla) a zorganizoval ji Felix Zbořil za pomoci pana učitele Cyrila Macha.
Prvním cílem budoucích československých příslušníků RAF bylo Polsko, neboť se proslýchalo, že se právě v Polsku bude tvořit exilová československá armáda. Kromě vojáků a důstojníků do Polska odcházeli i lidé jiných profesí, hranice překračovali po železnici (v nákladních vagonech), pěší chůzí nebo šachtami dolů, které ústily na polském území. Po překonání polských hranic pokračovali do Krakova, kde byla (z uprchlíků z Československa) vytvořena tzv. československá vojenská skupina. Ani polská ale ani francouzská vláda nemohly v době míru přijímat do svých regulérních armád cizí státní příslušníky. Řešením (pro československé letce) byl dobrovolný podpis, kterým se Čechoslováci zavazovali ke vstupu do Francouzské cizinecké legie s dodatkem, že po vypuknutí (II. světové) války budou uvolněni a aby mohli bojovat ve „své“ armádě. V prvním přiblížení ale Poláci nejevili o československé letce (resp. o jejich začlenění do polské armády) zájem a tak se realizoval jejich následný přesun do Francie.

#### Francie
Výše popsaným „procesem“ prošel i Egon Nezbeda. Na polském území vstoupil do francouzské cizinecké legie a z Polska se přesunul do Francie. Po napadení Polska Hitlerem vyhlásili Britové a Francouzi válku Německu. V té době nastoupil Egon Nezbeda k letectvu. Od konce roku 1939 až do porážky Francie hitlerovským Německem (25. června 1940) byl zařazen na letišti v Toulouse–Francazal, kde velel zde dislokovaným československým letcům.

#### Velká Británie, Kanada
Po evakuaci československých letců z Francie do Velké Británie byl Egon Nezbeda přijat do RAF VR. Poté prošel výcvikem u 24. perutě v Hendonu a současně velel skupině československých pilotních žáků dislokovaných taktéž v Hendonu.
Po přeškolení na stíhačky Hawker Hurricane byl Egon Nezbeda v dubnu 1941 převelen k britské 501. stíhací peruti. U této jednotky se od 23. dubna 1941 do 21. června 1941 účastnil operačních letů (v té době měl hodnost F/O). U 310. československé stíhací perutě RAF následně působil od 21. června 1941 do 17. března 1942. Službu u této perutě začínal jako F/O ale končil jako F/Lt. (A dokonce u 310. československé stíhací perutě RAF založil sokolskou organizaci.)
V letech 1942 až 1943 v Kanadě vykonával funkci velitele výcviku československých pilotních žáků. Po návratu do Velké Británie prodělal Egon Nezbeda přecvičení na vícemotorové letouny. Poté zahájil službu na čtyřmotorových transportních nebo bombardovacích strojích typu Liberator u 311. československé bombardovací perutě RAF.
Na základně britského fotoprůzkumného letectva v Bensonu studoval metodiku leteckého snímkování ve válečných podmínkách. Tady jej zastihl konec druhé světové války.

Insignie jednotek, u kterých sloužil
Insignie 501. britské stíhací perutě
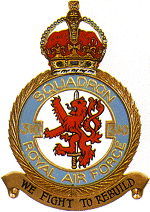
Insignie 310. čs. stíhací perutě RAF v barvě (a s vojenským heslem: „We fight to rebuild“)
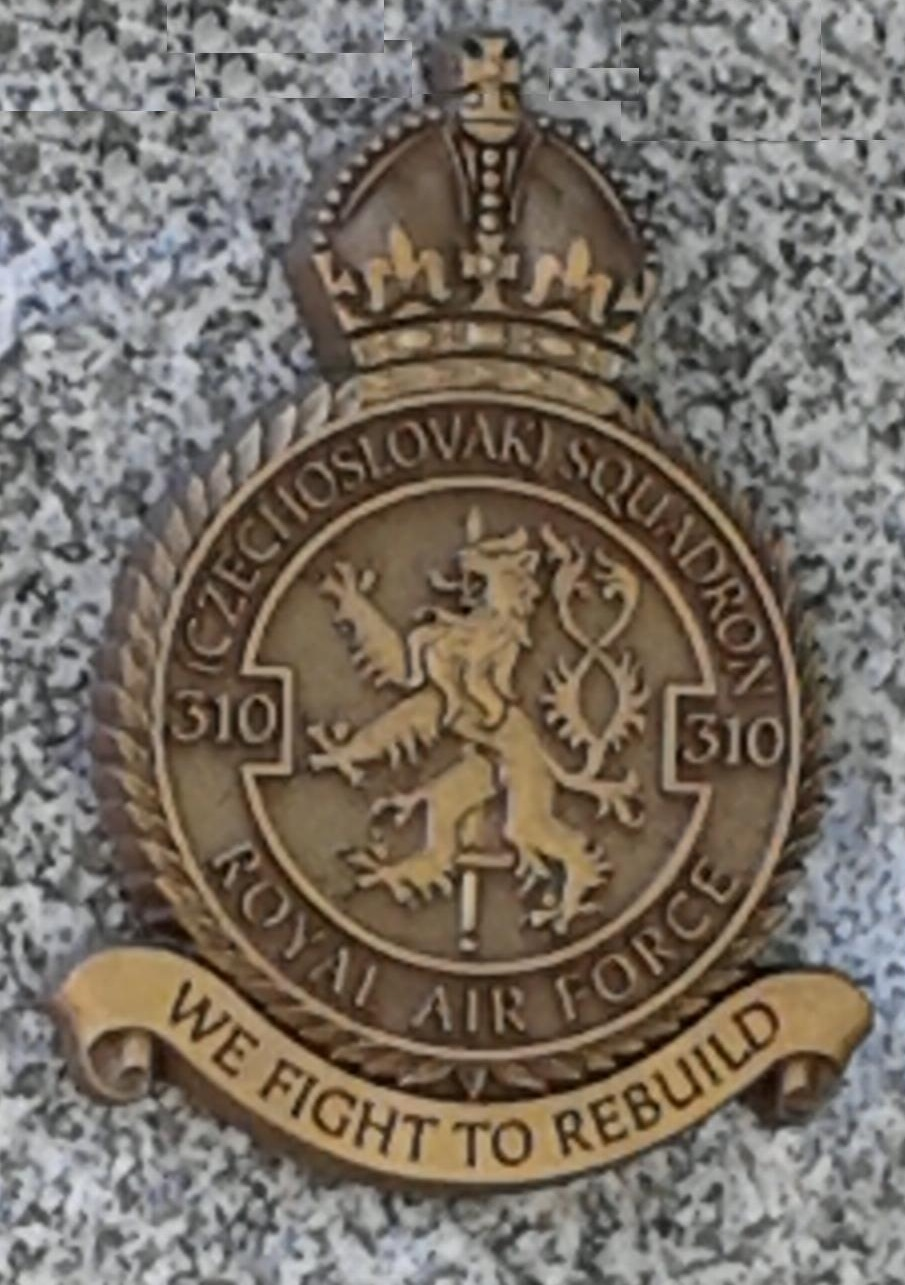
Insignie 310. čs. stíhací perutě RAF na památníku 70. výročí návratu čs. perutí RAF u haly starého ruzyňského letiště v Praze
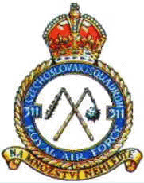
Insignie 311. čs. bombardovací perutě RAF v barvě (a s vojenským mottem: „Na množství nehleďte“)
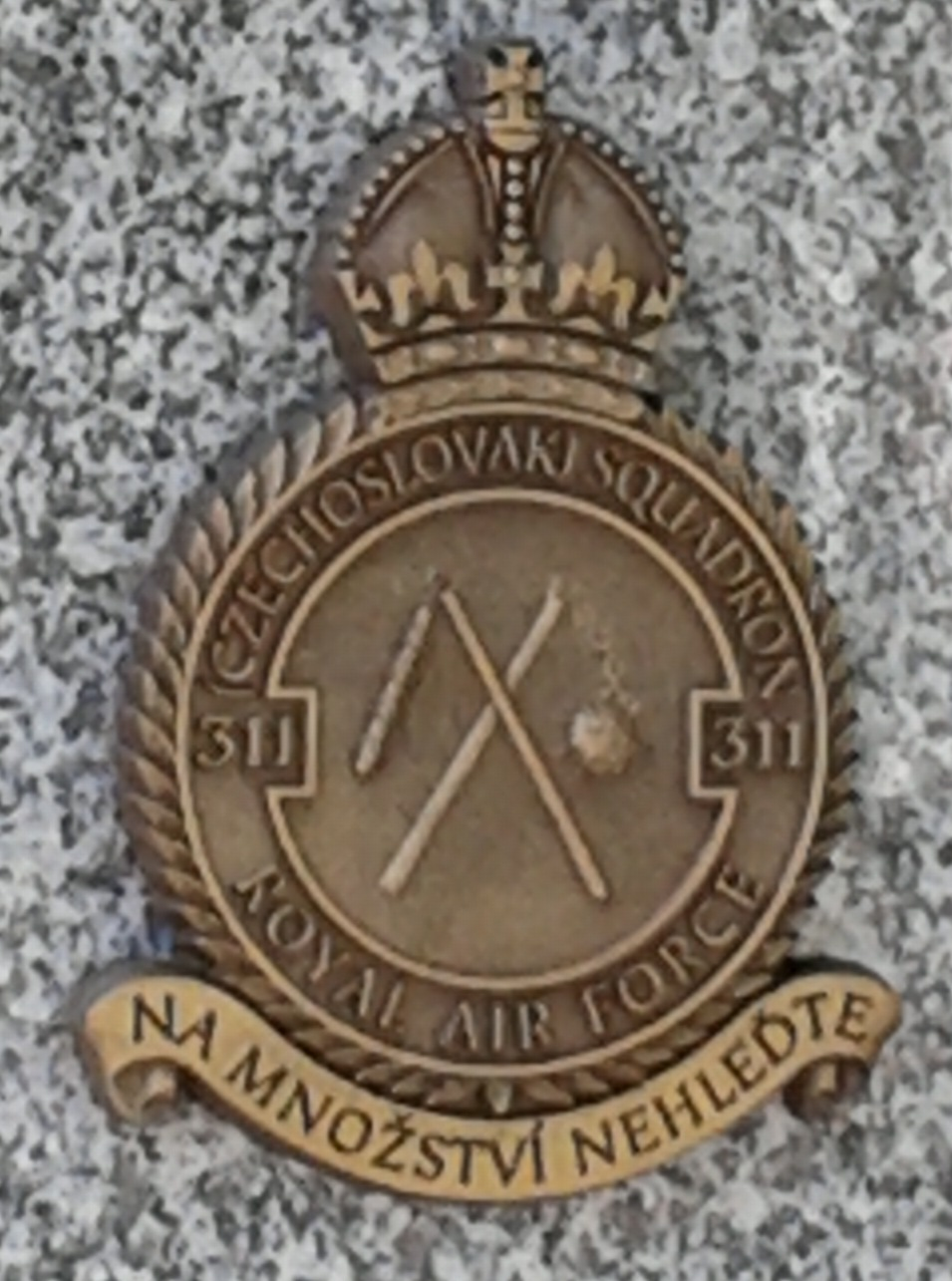
Insignie 311. čs. bombardovací perutě RAF na památníku 70. výročí návratu čs. perutí RAF u haly starého ruzyňského letiště v Praze

### Po roce 1945
Po skončení druhé světové války a návratu do osvobozeného Československa se Egon Nezbeda stal členem profesorského sboru na Vojenské letecké akademii v Hradci Králové. Po komunistickém „vítězném“ únoru 1948 byl v rámci personálních čistek v Československé armádě odeslán do výslužby (eufemistické označení pro „vyhazov“). Nebyl sám. V československé lidové armádě, budované po sovětském vzoru, nebylo místo ani pro demokracií „načichlé zápaďáky“ z RAF, ani pro polní kaplany a bývalé příslušníky československých legií z I. světové války.
Během dalších let se Egon Nezbeda protloukal všelijak. Časem se z něho ale stal uznávaný a certifikovaný znalec středoevropských i cizokrajných hub (pracoval pro Ministerstvo zdravotnictví v Praze). Dočkal se sametové revoluce a v květnu 1991 mu byl propůjčen Řád Milana Rastislava Štefánika III. stupně. Za necelý půlrok poté náhle dne 26. září 1991 v Praze zemřel ve věku 78 let. Jeho popel byl rozptýlen na louce rozptylu na Olšanských hřbitovech v Praze.

## Připomínka
Jeho jméno (F/Lt Egon NEZBEDA) je uvedeno ve výčtu 2.500 jmen na pražském Klárově na památníku Okřídlený lev.

## Ocenění
Plukovníku ve výslužbě Ing. Egonu Nezbedovi byl dne 8. května 1991 propůjčen:
- Řád Milana Rastislava Štefánika III. stupně.[2]

## Publikační činnost (příklad)
- Ing. Egon Nezbeda Ministerstvo zdravotnictví, Praha. Mimořádný úspěch československé lékařské vědy v léčení otrav muchomůrkou zelenou (Amanita phalloides). IN: Česká mykologie, ročník 19, číslo 2, Nakladatelství Československé Akademie věd, duben 1965; strany 83 až 84.[9]